# KLPGA Championship
Het KLPGA Championship (Koreaans: KLPGA 선수권대회) is een jaarlijks en oudste golftoernooi voor vrouwen in Zuid-Korea, dat deel uitmaakt van de LPGA of Korea Tour. Het werd opgericht in 1978 en wordt georganiseerd door de "Korea Ladies Professional Golf Association" (KLPGA). Sinds de oprichting wordt het toernooi plaatsgevonden op verschillende golfbanen in Zuid-Korea.
Het wordt gespeeld in een strokeplay-formule van vier ronden (72-holes) en in sommige edities werd er gespeeld in een 54-holes evenement. Na de tweede ronde wordt zowel bij de 54- als de 72-holes toernooi de cut toegepast. Het is tevens een van vier majors van de KLPGA.

## Toernooinamen
Sinds de oprichting wordt het toernooi georganiseerd onder verscheidene namen:
- 1978-1990: KLPGA Championship
- 1991-1997: Chongqing Heartist fold Korea Ladies Professional Golf Championship
- 1998-2000: Korea Ladies Professional Golf Championship
- 2001-2007: Shinsegae KLPGA Championship
- 2008-2009: New World KLPGA Championship
- 2010-heden: MetLife Korea Economic KLPGA Championship

## Winnaressen
| Jaar       | Golfbaan                     | Locatie       | Winnares         | Score         | Score         | Info                         |
| Korea Open | Korea Open                   | Korea Open    | Korea Open       | Korea Open    | Korea Open    | Korea Open                   |
| ---------- | ---------------------------- | ------------- | ---------------- | ------------- | ------------- | ---------------------------- |
| 1978       | Hanyang Country Club         | Goyang        | Han Myung-hyun   | 317           |               |                              |
| 1979       | Hanwon Country Club          | Hwaseong      | An Jong-hyeon    | 316           |               |                              |
| 1980       | Hanyang Country Club         | Goyang        | Ku Ok-hee        | 301           |               |                              |
| 1981       | Plaza Country Club           | Yongin        | Ku Ok-hee        | 307           |               |                              |
| 1982       | Incheon Country Club         | Incheon       | Ku Ok-hee        | 295           |               |                              |
| 1983       | Daegu Country Club           | Gyeongsan     | Kang Choon-ja    | 309           |               |                              |
| 1984       | Hanwon Country Club          | Hwaseong      | Kang Yoon-soon   | 229           |               |                              |
| 1985       | New Korea Country Club       | Goyang        | Kang Choon-ja    | 226           |               |                              |
| 1986       | Hanwon Country Club          | Hwaseong      | Lee Ki-nam       | 229           |               |                              |
| 1987       | Santehill Iksan Country Club | Iksan         | Bae Myung-hee    | 233           |               |                              |
| 1988       | Hansung Country Club         | Yongin        | Kim Soon-mi      | 225           |               |                              |
| 1989       | Geen toernooi                | Geen toernooi | Geen toernooi    | Geen toernooi | Geen toernooi | Geen toernooi                |
| 1990       | New Seoul Country Club       | Gwangju       | Ko Woo-soon      | 222           | +6            |                              |
| 1991       | New Seoul Country Club       | Gwangju       | Kim Soon-mi      | 206           | –10           |                              |
| 1992       | New Seoul Country Club       | Gwangju       | Ko Woo-soon      | 211           | –5            |                              |
| 1993       | New Seoul Country Club       | Gwangju       | Kim Soon-mi      | 209           | –7            |                              |
| 1994       | New Seoul Country Club       | Gwangju       | Ko Woo-soon      | 282           | –2            |                              |
| 1995       | New Seoul Country Club       | Gwangju       | Park Hyun-soon   | 277           | –11           |                              |
| 1996       | New Seoul Country Club       | Gwangju       | Ko Woo-soon      | 277           | –11           |                              |
| 1997       | New Seoul Country Club       | Gwangju       | Oh Myung-soon    | 285           | –3            |                              |
| 1998       | Lakeside Country Club        | Yongin        | Kim Mi-hyun      | 219           | +3            | 20ste editie                 |
| 1999       | Oak Valley Resort            | Wonju         | Park So-young    | 215           | –1            |                              |
| 2000       | Oak Valley Resort            | Wonju         | Sunny Lee        | 212           | –4            |                              |
| 2001       | Jayu Country Club            | Yeoju         | Bae Kyeong-eun   | 206           | –10           |                              |
| 2002       | Jayu Country Club            | Yeoju         | Jeon Mi-jeong    | 204           | –12           |                              |
| 2003       | Jayu Country Club            | Yeoju         | Kim Young        | 207           | –9            |                              |
| 2004       | Jayu Country Club            | Yeoju         | Lee Grace        | 203           | –13           |                              |
| 2005       | Jayu Country Club            | Yeoju         | Bae Kyeong-eun   | 205           | –11           |                              |
| 2006       | Jayu Country Club            | Yeoju         | Lee Jee-young    | 200           | –16           |                              |
| 2007       | Jayu Country Club            | Yeoju         | Choi Na-yeon     | 205           | –11           |                              |
| 2008       | Jayu Country Club            | Yeoju         | Jiyai Shin       | 209           | –7            |                              |
| 2009       | Jayu Country Club            | Yeoju         | Lee Jeong-eun    | 198           | –18           |                              |
| 2010       | 88 Country Club              | Yongin        | Jiyai Shin       | 276           | –12           |                              |
| 2011       | Troon Golf & Country Club    | Pyeongchang   | Choi Hye-jung    | 282           | –6            |                              |
| 2012       | Island Resort                | Ansan         | Jung Hee-won     | 279           | –9            |                              |
| 2013       | Island Resort                | Ansan         | Kim Sei-young    | 279           | –9            |                              |
| 2014       | Island Resort                | Ansan         | Baek Kyu-jung po | 278           | –10           | Won de play-off van Hong Ran |

| Toernooirecord (54-holes) |  | Toernooirecord (72-holes) |  | po = winnares na play-off |

 Lotte Mart Women's Open ·
 Nexen Saint Nine Masters ·
 Edaily Ladies Open ·
 Woori Ladies Championship ·
 Doosan Match Play Championship ·
 E1 Charity Open ·
 Lotte Cantata Women's Open ·
 S-OIL Champions Invitational ·
 Korea Women's Open ·
 Kumho Tire Women's Open ·
 Jeju Samdasoo Masters ·
 Hanwha Finance Classic ·
 KyoChon Honey Ladies Open ·
 Nefs Masterpiece ·
 MBN Women's Open ·
 Charity High1 Resort Open ·
 YTN-Volvik Women's Open ·
 KLPGA Championship ·
 Daewoo Classic ·
 Pak Se-ri Invitational ·
 Hite Championship ·
 LPGA KEB-HanaBank Championship ·
 KB Star Championship ·
 Seoul Ladies Classic ·
 ADT CAPS Championship ·
 Chosun Ilbo Championship ·
 China Women's Open